# 修蛇
修蛇，洞庭湖附近的长蛇、大蛇。亦作“修虵”、“脩蛇”，传说能吞下象。尧时代十日并出时，曾有修蛇作乱，被羿斩杀于洞庭。修蛇和封豨一起常用来比喻残暴之人。